# Andrzej Panufnik
Andrzej Panufnik (Varsovia, 24 de septiembre de 1914 — Twickenham, Londres, 27 de octubre de 1991) fue un compositor, pianista y director de orquesta polaco. Se convirtió en uno de los principales compositores de su país y como director, fue fundamental para el restablecimiento de la Filarmónica de Varsovia después de la II Guerra Mundial. Tras una creciente frustración por las exigencias extramusicales formuladas por el régimen del país, desertó al Reino Unido en 1954. Fue director titular de la Orquesta Sinfónica de la Ciudad de Birmingham (1957-59), cargo que abandonó después de dos años para dedicar todo su tiempo a la composición.

## Biografía

### Niñez y estudios
Andrzej Panufnik nació en Varsovia, segundo hijo de una madre violinista y un padre constructor de violines aficionado, pero reputado. Desde temprana edad su interés se alternaba entre la música y la fascinación por los aviones. Su abuela le dio clases de piano pero, a pesar de mostrar talento, sus estudios fueron irregulares. Como colegial compuso algunas canciones populares que tuvieron cierto éxito, pero su padre no aprobó que siguiera una carrera musical. Finalmente, el padre cedió, permitiendo que el joven Andrzej estudiara música como alumno matriculado. Panufnik era demasiado mayor para realizar el examen de acceso para estudiar Piano en el Conservatorio de Varsovia, pero logró ser admitido como estudiante de Percusión. Pronto abandonó dichas clases para centrarse en el estudio de Composición y Dirección [de Orquesta]. Trabajó duro y completó el curso en mucho menos tiempo de lo normal.
Después de graduarse 1936 con distinciones, sus planes de viajar a Viena para estudiar durante un año con el compositor y director de orquesta austriaco Felix Weingartner se retrasaron al ser convocado para el servicio militar. Panufnik recordó cómo, la noche antes de su reconocimiento médico, oyó el canto polaco Bogurodzica en los altavoces. Quedó completamente cautivado, sentándose hasta bien entrada la noche, bebiendo copiosas cantidades de café negro. Como resultado, no superó el examen médico y fue eximido del servicio militar. En su lugar, empleó ese año en ganar dinero y reputación como compositor de música para el cine.
Viajó a Viena al año siguiente, en 1937, para estudiar con Weingartner. También cumplió su intención de estudiar la música de los compositores de la Segunda Escuela de Viena, pero al tiempo que aprobaba las restricciones que Arnold Schoenberg establecía a fin de dar unidad artística a una composición, él no recurrió a la música dodecafónica. Regresó a Polonia antes de finalizar el año de estancia que se propuso, poco después del Anschluss ("Unión" de Austria y la Alemania nazi en 1938), cuando la situación política provocó que Weingartner fuese apartado de la Academia.
Panufnik vivió también durante algunos meses en París y Londres, donde estudió de manera privada y compuso su Primera Sinfonía. Fue en Londres donde se reencontró con Weingartner y el anciano director le instó a permanecer en Inglaterra para evitar las consecuencias del empeoramiento de la situación internacional. Panufnik, sin embargo, estaba decidido en volver a Polonia.

### La Guerra de Panufnik

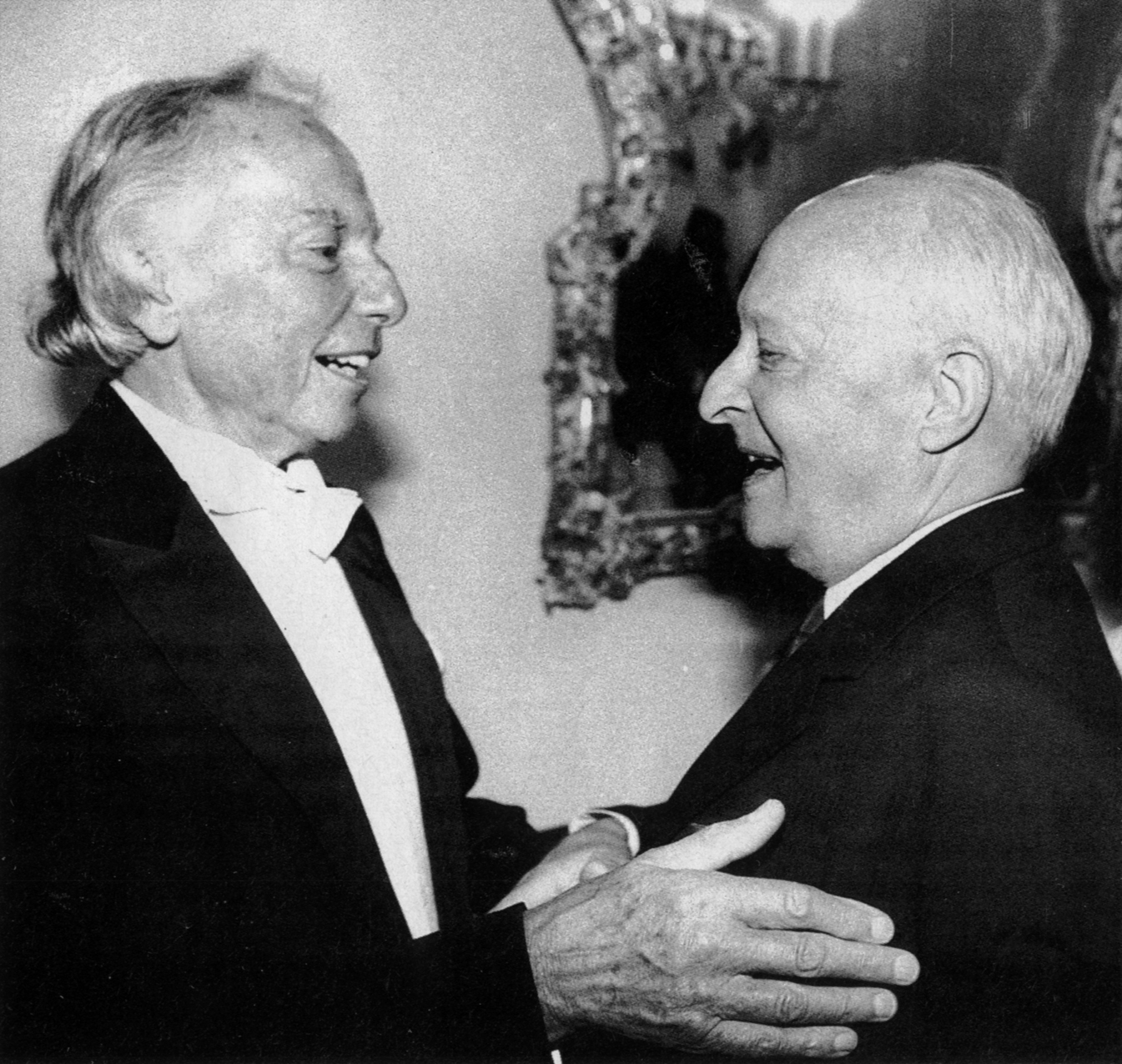
Panufnik con Witold Lutosławski en 1991

Durante la ocupación alemana de Varsovia durante la II Guerra Mundial Panufnik formó un dúo de piano con su amigo y colega compositor Witold Lutosławski, tocando en los cafés de Varsovia. Ésta era la única forma en que los polacos podían legalmente escuchar música en vivo, ya que no se permitían los conciertos porque las fuerzas de ocupación habían prohibido las reuniones organizadas. Panufnik también compuso algunas Canciones de la Resistencia Subterránea, de las cuales la llamada "Niños de Varsovia" se hizo bastante popular. Durante esta época también compuso la Obertura Trágica y la Segunda Sinfonía. Más tarde, pudo llevar a cabo conciertos de para la caridad, en uno de los cuales estrenó su Obertura Trágica. 
En 1944, justo antes de la Rebelión de Varsovia, huyó de la ciudad con su madre enferma, dejando toda su música atrás, en su apartamento. Cuando regresó a las ruinas de la ciudad en la primavera de 1945 para enterrar el cuerpo de su hermano y recuperar sus manuscritos, descubrió que a pesar de que su casa había sobrevivido a la destrucción generalizada de la ciudad, el nuevo inquilino de sus habitaciones había quemado todas sus partituras.

### Realismo socialista
Después de la II Guerra Mundial, Panufnik se trasladó a Cracovia, donde encontró trabajo componiendo música de cine para la «Unidad de Cine del Ejército», que en su mayor parte eran películas propagandisticas. Panufnik relató después cómo el director de una película, The Electrification of the Villages [La Electrificación de las Ciudades], había sido incapaz de encontrar una casa sin suministro eléctrico, así que tuvo que derribar torres y eliminar infraestructuras a fin de poder filmar cómo se construían.
Luego aceptó el puesto de Director Principal de la Orquesta Filarmónica de Cracovia. Reconstruyó algunas de sus obras perdidas, empezando por la Obertura Trágica, que aún permanecía fresca en su mente, lo que le animó para reconstruir también Trio con Piano y las Canciones Campesinas Polacas. Sin embargo, reconstruir su Primera Sinfonía no le resultó tan fácil y decepcionado con el resultado, decidió centrarse en la composición de nuevas obras.
Nombrado Director Musical de la desaparecida Orquesta Filarmónica de Varsovia, tradicionalmente la principal orquesta de Polonia, Panufnik se centró en la búsqueda de músicos locales y objetivos. Cuando los obstáculos burocráticos hicieron dificultaron su empeño (por ejemplo, por la falta de alojamiento para los músicos), dimitió en señal de protesta. Fue entonces cuando comenzó a aceptar contratos como director en el extranjero, incluido uno como director invitado de la Orquesta Filarmónica de Berlín. Se le encargó incluir en el programa su Obertura Trágica como un recordatorio a Alemania de sus acciones recientes en Varsovia.
En esta época empezó a componer de nuevo, escribiendo su Círculo de Quintas para piano (publicada más tarde como Doce Estudios en Miniatura). Su Canción de Cuna (1947) para orquesta de cuerdas y dos arpas, fue inspirada por la conjunción del río Támesis y el cielo nocturno cuando vio "nubes negras cruzándose con una brillante luna llena", visto desde el Puente de Waterloo mientras se encontraba de visita en Londres. En ella, el uso de los cuartos de tono y de densas texturas abrió nuevos caminos tanto a él como a la Música Polaca. También compuso una Sinfonía Rústica (1948), dándole tal nombre en vez de «Sinfonía nº 1», llevado por el sentimiento de pérdida de sus dos anteriores sinfonías.
Panufnik fue elegido vicepresidente de la recién constituida «Unión de Compositores Polacos» («Związek Kompozytorów Polskich», ZKP), aceptando el puesto tras ser instado a hacerlo por sus colegas. Sin embargo, en ese cargo se vio obligado a defender en conferencias posiciones que no apoyaba, cuya naturaleza era más política que musical. En una de esas conferencias coincidió con Zoltán Kodály, quien privadamente le expresó el mismo sentimiento de impotencia artística. También se encontró con otros compositores, tales como el británico Alan Bush, que simpatizaba con los objetivos del Socialismo Estalinista o "Estalinismo" y otros de orientación política de extrema izquierda, como Benjamin Frankel.[cita requerida]
El descontento de Panufnik en la posguerra se agravó ya que el gobierno polaco se volvió cada vez más intervencionista en las artes. Como consecuencia de los acontecimientos en la Unión Soviética (en particular el decreto Zhdanov de 1948) se dictó que los compositores debían seguir el Realismo Socialista y que las composiciones musicales, al igual que todas las obras de arte, debían de reflejan «las realidades de la Vida Socialista». Panufnik más tarde rememoraba la naturaleza nebulosa de ese realismo soviético, citando un chiste polaco de la época decía que era «como un mosquito: todo el mundo sabía que había sido picado, pero nadie lo había visto». En ese clima Panufnik, que no era miembro del Partido Comunista, intentó avanzar en el camino con una solución aceptable, componiendo obras basadas en la música tradicional polaca; a tal fin escribió su Antigua Suite Polaca (1950).
Su Nocturno (1947) fue retirado por las críticas y más tarde, el general Włodzimierz Sokorski, Secretario de Cultura, anunció que la Sinfonía Rústica también había «dejado de existir». Panufnik más tarde describió esa sinfonía como «un trabajo evidentemente inocente» y que lo que le resultó particularmente irritante fue que uno de los miembros del grupo que decidió la prohibición de la obra había sido también miembro del jurado que le había concedido entonces el Primer Oremio en el Concurso Internacional de Piano Frydéryc Chopin. El trabajo fue, no obstante, publicado por la Editorial del Estado y como Adrian Thomas ha demostrado, las interpretaciones de esta obra se sucedieron esporádicamente en Polonia. Mientras que sus composiciones eran tachadas de formalistas en su patria, Panufnik era ensalzado en el extranjero como exportación cultural, tanto como compositor como director. Las autoridades le concedieron su más alta distinción, la Medalla del Trabajo de Primera Clase.
En 1950, Panufnik visitó la Unión Soviética como parte de una delegación polaca para estudiar los métodos soviéticos de enseñanza. Se reunió con Dmitri Shostakóvich, a quien ya conocía de conferencias anteriores y con Aram Jachaturián. Durante una conversación con algunos compositores menores, Panufnik fue presionado para decir en que estaba trabajando. Sintiendo la necesidad de decir algo aceptable, casualmente mencionó que tenía una idea para una Sinfonía de la Paz. Panufnik se aprovechó tal anuncio y al regresar a Polonia se le concedió una estancia en un entorno tranquilo para que pudiera terminar la pieza (aunque Panufnik lo interpretó como una orden para completarla). Escribió una pieza en tres movimientos, terminando con una adaptación de las palabras de su amigo poeta Jarosław Iwaszkiewicz. Panufnik esperaba trabajar en su propia concepción de la paz en vez de la de la ideología oficial soviética. Acabada en 1951, la pieza no tuvo éxito entre las autoridades.
Mientras estaba escribiendo la Sinfonía de la Paz quedó encandiladó por la belleza de una mujer irlandesa que conoció, llamada Marie Elizabeth O'Mahoney (conocida como «Scarlett» por su semejanza (tanto física como temperamental) con la Scarlett O'Hara de la película Lo que el viento se llevó, basada en la novela homónima de Margaret Mitchell). A pesar de que estaba de luna de miel con su tercer marido, ella y Panufnik comenzaron un romance. Panufnik descubrió que era epiléptica, pero a pesar de sus dudas, la pareja se casó en 1951 y pronto tuvieron una hija, Oonagh. Panufnik tenía entonces una joven familia que mantener, por lo que retomó el lucrativo trabajo de la Unidad de Cine. Volvió de nuevo a fijarse en la música tradicional polaca y adaptó una de esas partituras para una película en su Concierto in modo antico (Concierto en Modo Antiguo).
En 1952 compuso una Obertura Heroica, basada en una idea concebida en 1939, inspirada en la lucha de Polonia contra la opresión nazi. Presentó la obra (sin divulgar su verdadero significado) para el Concurso Preolímpico de Música de 1952 en Helsinki y lo ganó. Sin embargo, en su patria, ésta obertura también fue tachada de «formalista».
En la primavera de 1953, Panufnik y la Orquesta de Cámara de la Filarmónica de Varsovia fueron enviados a dar una gira por China, donde se entrevistó con el primer ministro Zhou Enlai y, brevemente, con el presidente Mao. En los primeros días de la gira, recibió la devastadora noticia de que su adorada Oonagh se había ahogado cuando Scarlett sufrió un ataque epiléptico mientras la bañaba. 
Después de regresar a Varsovia se le pidió que escribiera una carta que el gobierno pudiera enviar a músicos occidentales, aparentemente de Panufnik, para manifestar su simpatía con el polaco «Movimiento de Paz». Panufnik describió esto efectivamente como una orden de espiar para Moscú y como la última de una «sucesión de últimos estertores». Así, en 1954 Panufnik ya no se sentía capaz de conciliar su deseo patriótico de seguir siendo un compositor polaco en Polonia con su desprecio por la música y las exigencias políticas del gobierno. Decidió emigrar al Reino Unido con el fin de subrayar las condiciones en las que los compositores polacos se veían obligados a trabajar.
Bernard Jacobson describió la escapada de Panufnik de Polonia como si de una novela de John le Carré. «Scarlett», cuyo padre vivía en Gran Bretaña, obtuvo fácilmente el permiso para viajar a Londres y mientras estaba allí recurrió a algunos amigos emigrantes polacos para que la ayudasen. Estos idearon un contrato para Panufnik como director de orquesta en Suiza como tapadera. Panufnik, angustiado por no levantar sospechas, no mostró demasiado interés en aceptar la invitación cuando ésta llegó. Cuando el compositor cerrando el acuerdo, la Delegación Polaca en Suiza se percató de su inminente fuga y fue requerido a la Embajada Polaca de urgencia. Panufnik dio esquinazo a los miembros de la policía secreta en una carrera nocturna en taxi mientras le perseguían por Zúrich. Finalmente embarcó en un vuelo a Londres y se le concedió asilo político a su llegada. Su defección fue recogida en los titulares de la prensa internacional. El gobierno polaco le señaló como traidor e inmediatamente suprimió toda su música y cualquier grabación de sus obras como director. Aunque algunas interpretaciones de su música tuvieron lugar en Polonia (como el compositor experto en música polaca Adrian Thomas ha demostrado). Con su salida se convirtió, a todos los efectos prácticos, en un apátrida, y permaneció como tal hasta 1977.

### La vida en Occidente
Tras dejar Polonia, sin dinero ni posesiones, Panufnik sobrevivió con los ingresos ocasionales que obtenía de conciertos como director. También recibió apoyo financiero de otros colegas compositores, como Ralph Vaughan Williams y Arthur Benjamin; tanto el gesto de solidaridad profesional como el dinero que le dieron sobrecogió a Panufnik. Su viejo amigo, el pianista Witold Małcużyński, también le ayudó a encontrar un rico mecenas. «Scarlett» Panufnik publicó un libro sobre la vida de su marido en Polonia y su fuga, pero sus imprecisiones y suposiciones afligieron al compositor; Panufnik y Scarlett se distanciaron cuando ella anhelaba excitación y popularidad, mientras que él sólo quería paz y tranquilidad para componer.
Panufnik viajó a los Estados Unidos para visitar a Leopold Stokowski. Stokowski fue el encargado del estreno en América de su Sinfonía de la Paz en 1953. Tras esta interpretación decidió rehacer la sinfonía pues consideraba que la había compuesto bajo coacción, llegando a descartar el movimiento coral de la misma. En 1957 el estreno mundial de la versión revisada de esta sinfonía, dirigida también por Stokowski y rebautizada con el nombre de "Sinfonia Elegiaca", la cual dedicó a todas las víctimas de la II Guerra Mundial. La sinfonía tuvo un éxito considerable. Stokowski también estrenó en América el "Epitafio de Katyń" y su "Oración Universal"..
Panufnik encontró frustrantemente difícil obtener permiso para viajar a los Estados Unidos. A raíz del mcCarthismo, la dirección de la Embajada de los Estados Unidos en Londres no le ayudaba, y le trataban con desconfianza: se sorprendió al tener que dejar sus huellas digitales, y se le pidió más de una vez declarar si él nunca había sido miembro del Partido Obrero Unificado Polaco (comunista). No dejaba de resultarle irónica esta dificultad a Panufnik, después de su reciente deserción pública a Occidente.
Poco después de asentarse en Gran Bretaña, logró un contrato exclusivo para la publicación de sus obras con la prestigiosa editorial musical Boosey & Hawkes. Pensando que no obtendrían respuesta de los «Editores del Estado Polaco», los poseedores de los derechos editoriales de las obras existentes de Panufnik, se le aconsejó al compositor que introdujera pequeñas modificaciones en todas sus anteriores obras, a fin de evitar problemas de derechos de autor cuando Boosey & Hawkes incluyeran esas obras en su catálogo. Justo al acabar dicha tarea, los «Editores del Estado Polaco» confirmaron finalmente que no tenían ningún interés en el catálogo de sus obras. Panufnik lamentó el tiempo perdido y de hecho, las partituras originales supervivientes (cuyas copias ya habían sido enviadas a algunas librerías de Occidente, incluyendo la Universidad de Harvard) demuestran que las revisiones de Panufnik habían omitido lamentablemente algunos de los pasajes más radicales de estas obras. Sin embargo, toda su música anterior a 1955 sigue siendo interpretada en las ediciones revisadas.
Durante dos años, de 1957 a 1959, la situación financiera de Panufnik se alivió ligeramente cuando fue nombrado director principal de la Orquesta Sinfónica de la Ciudad de Birmingham. La orquesta tenía sumo interés en mantenerlo, pero la preparación de cincuenta conciertos anuales privaban a Panufnik del tiempo suficiente para componer.
En 1959 Panufnik se enamoró de Winsome Ward, que fue diagnosticada de un cáncer al año siguiente. Durante ese tiempo, Panufnik, que había estado componiendo su "Música de Otoño" con intenciones poéticas, viró hacia connotaciones trágicas. Aún tuvo que completar su Concierto para Piano para Birmingham y el encargo de su Sinfonía Sacra (1961-1963):
Conoció a Camilla Jessel, entonces de veintidós años de edad, que había trabajado como asistente personal en los Estados Unidos, cuyo hermano, Toby Jessel, era político. El primer ministro británico Neil Marten (que había sido la persona responsable de lograr la defección de Panufnik en la Oficina de Extrangería Británica) le sugirió que Jessel podría ayudarle con su correspondencia. Panufnik aceptó y ella descubrió rápidamente que no había respondido a las cartas que le ofrecían contratos de dirección y que le solicitaban encargos de composición. Aceptando estos compromisos de dirección y compasión consiguió los medios necesarios para brindarle más tiempo a la composición. En 1963 inscribió su recién concluida Sinfonía Sacra en el prestigioso Premio de Composición Musical Príncipe Pierre de Mónaco a la mejor obra orquestal: ganó el primer premio. Posteriormente también le fue otorgado tal premio en 1983, pero ese año por vez primera, el premio reconocía a un compositor por el conjunto de su obras.
Se convirtió en ciudadano británico en 1961. En 1962 Winsome Ward muere y Panufnik y Jessel poco a poco se acercaron más y se casaron 1963. Se mudaron a una casa cerca del Támesis en Twickenham, Great London, donde Panufnik tenía la paz suficiente para concentrarse completamente en componer. Sus obras eran encargadas por figuras tan importantes como Leopold Stokowski (que estrenó la "Oración Universal"), Seiji Ozawa, André Previn y Sir Georg Solti, así como también Yehudi Menuhin que le encargó un Concierto de violín y Mstislav Rostropóvich que a su vez le encargó un Concierto para violonchelo. También recibió 3 encargos de la Orquesta Sinfónica de Londres y otros por el Centenario de las Orquesta de Boston y Chicago. La Sociedad Real Filarmónica le ecncargó su Novena Sinfonía: "Sinfonía de la Esperanza". 
Panufnik rechazó volver a Polonia hasta 1990, cuando se restauró la democracia. Fue nombrado Caballero por la Reina Isabel II en 1991. Murió en Twickenham a la edad de 77 años, siendo enterrado en el Cementerio de Richmond.
Su hija Roxanna Panufnik, hija de su segunda esposa Camilla, es también compositora.

## Legado
Panufnik fue condecorado post mortem con la Medalla Restituta Polonia. Tras su muerte, Sir Geor Solti escribió "él era un compositor importante y un director de primera clase, el protagonista más refinado de la composición tradicional europea."
En 2014, el año de su centenario, tuvieron lugar numerosos conciertos y eventos conmemorativos, entre los cuales, los más destacados fueron:
- Febrero: interpretación de sus sinfonías, por la Orquesta Sinfónica de Londres y la Orquesta Filarmónica de Varsovia, dos orquestas íntimamente relacionadas con Panufnik.
- Concierto Especial el 24 de septiembre, su cumpleaños, por la Orquesta Sinfónica de la Ciudad de Birmingham interpretando su Concierto para Piano y su Sinfonía Elegíaca.
- Un "Día de Panufnik" el día 30 de noviembre, en el Kings Place de Londres con el Cuarteto Brodsky.
- En el mismo mes de noviembre la Orquesta Sinfónica de São Paulo interpretó en dos ocasiones la Obertura Trágica bajo la batuta de Stanisław Skrowaczewski.

También en 2014 la discográfica Classic Production Osnabruck publicó un ciclo en 8 volúmenes de las obras sinfónicas de Panufnik, dirigidas por Łukasz Borowicz.

## Catálogo de obras
Los manuscritos y particellas de una serie de primeras composiciones se perdieron como consecuencia del Levantamiento de Varsovia en 1944. Panufnik logró reconstruir algunas de ellas en 1945.
| Año     | Obra | Tipo de obra                   | Duración |
| 1933    | Variations, para piano (perdida 1944). | Música solista (piano)         | -        |
| 1933    | Classical Suite, para cuarteto de cuerda (perdida en 1944). | Música de cámara               | -        |
| 1934    | Piano Trio (perdida en 1944, reconstruida 1945, rev. 1977). | Música de cámara               | 20:00    |
| 1935-36 | Symphonic Variations, para orquesta (perdida en 1944). | Música orquestal               | -        |
| 1936    | Symphonic Allegro, para orquesta (perdida en 1944). | Música orquestal               | -        |
| 1936    | Symphonic Image, para orquesta (perdida en 1944). | Música orquestal               | -        |
| 1936    | Psalm, para solistas, coro y orquesta (pieza de diploma de Panufnik, perdida en 1944). | Música vocal                   | -        |
| 1937    | Little Overture, para orquesta (perdida en 1944). | Música orquestal               | -        |
| 1939    | Sinfonía n.º 1 (perdida en 1944, reconstruida 1945, subsequently withdrawn y destroyed by the composer).                                                                                          | Música orquestal (sinfonía)    | Panufnik |
| 1940    | Five Polish Peasant Songs, para sopranos o trebles, dos flautas, dos clarinetes y clarinete bajo (perdida en 1944, reconstruida 1945, anonymous Polish text).                                     | Música vocal                   | 13:00    |
| 1941    | Sinfonía n.º 2 (perdida en 1944). | Música orquestal (sinfonía)    | Panufnik |
| 1943-44 | Four Underground Resistance Songs, para voice or unison voices y piano (texto en polaco de Stanisław Ryszard Dobrowolski).                                                                        | Música vocal                   | -        |
| 1942    | Tragic Overture, para orquesta (perdida en 1944, reconstruida 1945, rev. 1955). | Música orquestal               | 07:00    |
| 1947    | Divertimento for Strings, para orquesta (adaptación de música de Felix Janiewicz (1762-1848), rev. 1955).                                                                                         | Música orquestal               | 15:00    |
| 1947    | Lullaby, para orquesta de cuerdas y dos arpas (rev. 1955). | Música orquestal (cámara)      | 08:00    |
| 1947    | Nocturne, para orquesta (rev. 1955). | Música orquestal               | 15:00    |
| 1947    | Twelve Miniature Studies, para piano, originalmente titulada Circle of Fifths (Book I rev. 1955, Book II rev. 1964).                                                                              | Música solista (piano)         | 20:00    |
| 1948    | Sinfonía Rústica (Sinfonía n.º 1) (rev. 1955). | Música orquestal (sinfonía)    | 48:00    |
| 1949    | Hommage à Chopin, cinco vocalizaciones para soprano y piano, originalmente titulada Suita Polska (rev. 1955).                                                                                     | Música vocal                   | 15:00    |
| 1950    | Old Polish Suite, basada en obras polacas de los siglos XVI y XVII, para orquesta de cuerdas (rev. 1955).                                                                                         | Música orquestal               | 12:00    |
| 1951    | Symphony of Peace, para coro y orquesta (subsequently esbozada y no incluida en el canon sinfónico del compositor, con adaptación de texto en polaco de Jarosław Iwaszkiewicz).                   | Música vocal                   | -        |
| 1951    | Concerto in modo antico, para trompeta solista, dos arpas, clave y orquesta de cuerdas [originalmente titulada Koncert Gotycki, «Gothic Concerto»] (basado en obras antiguas polacas, rev. 1955). | Música orquestal (concertante) | 15:00    |
| 1952    | Heroic Overture, para orquesta (rev. 1969). | Música orquestal               | 06:00    |
| 1953    | Quintetto Accademico, para flauta, oboe, clarinete, trompa y fagot (rev. 1956, perdida, fue redescubierta en 1994).                                                                               | Música de cámara               | 07:00    |
| 1956    | Rhapsody, para orquesta. | Música orquestal               | 17:00    |
| 1957    | Sinfonía Elegiaca (Sinfonía n.º 2) (rev. 1966, incorpora material de la deshecha Symphony of Peace).                                                                                              | Música orquestal (sinfonía)    | 22:00    |
| 1959    | Polonia, para orquesta. | Música orquestal               | 20:00    |
| 1962    | Autumn Music, para tres flautas, tres clarinets, percusión, celesta, piano, arpa, violas, cellos y double basses (rev. 1965).                                                                     | Música orquestal               | 17:00    |
| 1962    | Landscape, para orquesta de cuerdas (rev. 1965). | Música orquestal (cámara)      | 07:00    |
| 1962    | Piano Concerto (rev. 1970, re-compuesto en 1972, primer movimiento Intrada añadido en 1982). | Música orquestal (concertante) | 23:00    |
| 1963    | Sinfonía Sacra (Sinfonía n.º 3). | Música orquestal (sinfonía)    | 22:00    |
| 1963    | Two Lyric Pieces [1: maderas y metal, 2: cuerdas] (para jóvenes). | Música instrumental            | 08:00    |
| 1964    | Song to the Virgin Mary, para coro a capela o seis voces solistas (rev. 1969, textos anónimos en latín).                                                                                          | Música vocal                   | 13:00    |
| 1966    | Hommage à Chopin, para flauta y pequeña orquesta de cuerdas (arreglo de una obra vocal de 1949).                                                                                                  | Música orquestal (concertante) | 15:00    |
| 1966    | Jagiellonian Triptych, para orquesta de cuerdas (basado en música antigua polaca). | Música orquestal               | 07:00    |
| 1967    | Katyń Epitaph, para orquesta (rev. 1969). | Música orquestal               | 07:00    |
| 1968    | Cain and Abel (una reelaboración de la Sinfonía Sacra y la Tragic Overture con nuevo material).                                                                                                   | Música de ballet               | -        |
| 1968    | Reflections, para piano. | Música solista (piano)         | 12:00    |
| 1969    | Thames Pageant, cantata para jóvenes músicos y cantantes (texto en inglés de Camilla Jessel). | Música vocal (cantata)         | 32:00    |
| 1968-69 | Universal Prayer, para soprano, alto, tenor y bajo solistas, coro, tres arpas y órgano (adaptación de textos en inglés de Alexander Pope).                                                        | Música vocal                   | 28:00    |
| 1970    | Miss Julie (una reelaboración de Nocturne, Rhapsody, Autumn Music y Polonia con nuevo material).                                                                                                  | Música de ballet               | -        |
| 1971    | Violin Concerto. | Música orquestal (concertante) | 26:00    |
| 1972    | Invocation for Peace, para trebles, dos trompetas y dos trombones (texto en inglés de Camilla Jessel).                                                                                            | Música vocal                   | 08:00    |
| 1972    | Winter Solstice, para soprano y barítono solistas, coro, tres trompetas, tres trombones, timpani y glockenspiel (texto en inglés de Camilla Jessel).                                              | Música vocal                   | 21:00    |
| 1972    | Triangles, para tres flautas y tres cellos. | Música de cámara               | 16:00    |
| 1973    | Sinfonía Concertante (Sinfonía n.º 4), para flauta, arpa y pequeña orquesta de cuerdas. | Música orquestal (sinfonía)    | 23:00    |
| 1974-75 | Sinfonía di Sfere (Sinfonía n.º 5). | Música orquestal (sinfonía)    | 33:00    |
| 1976    | String Quartet No. 1. | Música de cámara               | 20:00    |
| 1976    | Love Song, para mezzosoprano y arpa o piano (parte opcional para orquesta de cuerdas añadida en 1991, adaptación de textos ingleses de Sir Philip Sidney).                                        | Música vocal                   | 05:00    |
| 1977    | Dreamscapes, para mezzosoprano y piano (sin textos). | Música vocal                   | 12:00    |
| 1977    | Sinfonía Mística (Sinfonía n.º 6). | Música orquestal (sinfonía)    | 22:00    |
| 1978    | Metasinfonia (Sinfonía n.º 7), para órgano, timpani y orquesta de cuerdas. | Música orquestal (sinfonía)    | 25:00    |
| 1979    | Concerto Festivo, para orquesta [sin director]. | Música orquestal               | 15:00    |
| 1979-80 | Concertino, para timpani, percusión y orquesta de cuerdas. | Música orquestal               | 15:00    |
| 1980    | String Quartet No. 2 Messages. | Música de cámara               | 20:00    |
| 1980    | Paean, para conjunto de viento-metal. | Música orquestal               | 03:00    |
| 1981    | Sinfonía Votiva (Sinfonía n.º 8) (rev. 1984). | Música orquestal (sinfonía)    | 25:00    |
| 1982-83 | A Procession for Peace, para orquesta de cuerdas (para jóvenes). | Música orquestal (cámara)      | 07:00    |
| 1983    | Arbor Cosmica, para doce cuerdas solistas (u orquesta de cuerdas). | Música orquestal               | 40:00    |
| 1984    | Pentasonata, para piano. | Música solista (piano)         | 11:00    |
| 1985    | Bassoon Concerto, para fagot y pequeña orquesta. | Música orquestal (concertante) | 24:00    |
| 1986    | Sinfonía nº 9, Sinfonía dell Speranza (rev. 1987). | Música orquestal (sinfonía)    | 38:00    |
| 1987    | Song to the Virgin Mary, para sexteto de cuerdas (arreglo de la obra vocal de 1964). | Música de cámara               | 13:00    |
| 1987    | String Sextet Train of Thoughts. | Música de cámara               | 12:00    |
| 1988    | Sinfonía nº 10 (rev. 1990). | Música orquestal (sinfonía)    | 17:00    |
| 1989    | Harmony, un poema para orquesta de cámara. | Música orquestal (cámara)      | 17:00    |
| 1990    | String Quartet No. 3 Wycinanki («Papeles cortados»). | Música de cámara               | 11:00    |
| 1990    | Prayer to the Virgin of Skempe, para voces solistas o coro a capela, órgano y conjunto instrumental (adaptación de texto en polaco de Jerzy Peterkiewicz).                                        | Música vocal                   | 02:00    |
| 1991    | Cello Concerto. | Música orquestal (concertante) | 18:00    |